# Richard Wurmbrand

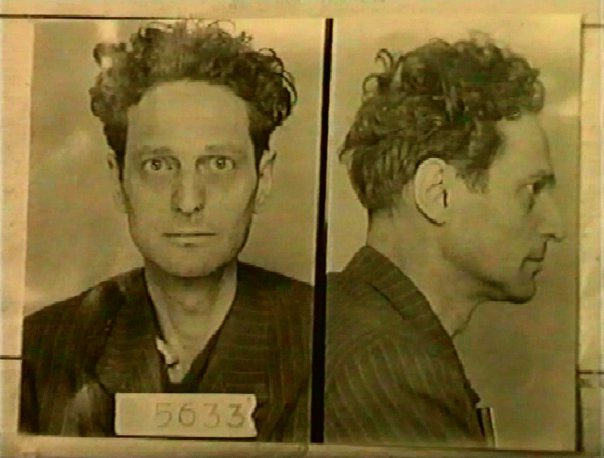
Richard Wurmbrand, zdjęcie policyjne, ok. 1948 r.

Richard Wurmbrand (ur. 24 marca 1909, zm. 17 lutego 2001) – rumuński chrześcijanin ewangelikalny, kaznodzieja, autor książek i wychowawca. W okresie reżimu komunistycznego w Rumunii spędził czternaście lat w więzieniu. Był także założycielem organizacji Voice of the Martyrs.

## Życiorys

### Wczesne życie
Richard Wurmbrand był najmłodszym z czterech synów żydowskiej rodziny mieszkającej w Bukareszcie. Przez krótki czas przebywali w Stambule; jego ojciec umarł gdy miał 9 lat. Gdy Richard osiągnął wiek 15 lat Wurmbrandowie powrócili do Rumunii.
W wieku kilkunastu lat zainteresował się komunizmem. Po odbyciu cyklu nielegalnych spotkań organizowanych przez Partię Komunistyczną Rumunii (PCdR) wysłano go, aby studiował marksizm w Moskwie. W ZSRR Wurmbrand przebywał zaledwie rok, po czym potajemnie powrócił do ojczyzny. Ścigany przez tajną policję Siguranţa, został aresztowany i osadzony w Więzieniu Doftana. Wkrótce potem Wurmbrand wyrzekł się swoich politycznych ideałów.
26 października 1936 wziął ślub z Sabiną Oster. W 1938, pod wpływem świadectwa chrześcijanina Christiana Wolfkesa, rumuńskiego stolarza, Wurmbrand i jego małżonka nawrócili się na chrześcijaństwo. Następnie przyłączyli się do anglikańskiej Misji dla Żydów. Wurmbrand był wyświęcony dwa razy - pierwszy raz jako anglikanin, później, po drugiej wojnie światowej, jako pastor luterański.
Kiedy w 1944 Związek Radziecki zajął Rumunię aby następnie wprowadzić w niej reżim komunistyczny, Wurmbrand rozpoczął pełnienie posługi skierowanej do swoich rumuńskich rodaków i do czerwonoarmistów. Gdy rząd podjął próbę kontroli kościołów, natychmiast rozpoczął „podziemne” duszpasterstwo dla swoich ludzi. Aresztowano go 29 lutego 1948, gdy udawał się na nabożeństwo.

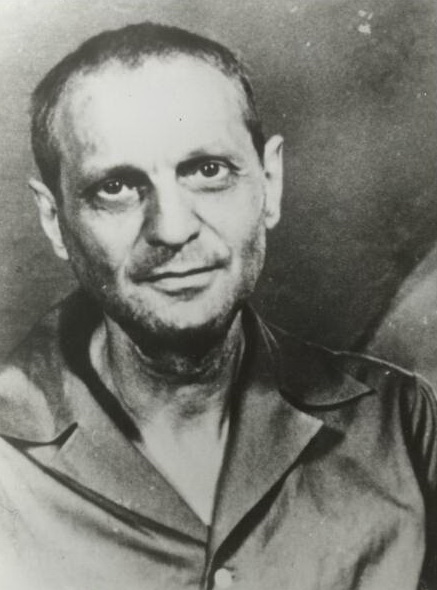
Richard Wurmbrand w więzieniu, lata 50. XX wieku

### Więzienia
Wurmbrand spędził trzy lata w więziennej izolatce. Jego małżonka, Sabina, została aresztowana w 1950 i skierowana na trzy lata do obozu pracy przy morderczej budowie kanału Dunaj-Morze Czarne. Pastor Wurmbrand został zwolniony w 1956, po ośmiu i pół roku, i pomimo zakazu głoszenia podjął na nowo pracę w podziemnym kościele. Aresztowano go ponownie w 1959 i skazano na 25 lat. W więzieniu był bity i torturowany. W 1964, dzięki politycznemu naciskowi, uzyskał amnestię i wyszedł na wolność. Licząc się z możliwością kolejnych represji, norweska Misja Do Żydów i Hebrajskie Przymierze Chrześcijańskie wynegocjowały z komunistycznymi władzami jego zwolnienie z Rumunii za cenę 10,000$. Do momentu swojego zwolnienia Wurmbrand był uznawany za głowę kościoła podziemnego, zaś potem stał się głosem prześladowanego kościoła.

### Wygnanie i misja
Po opuszczeniu ojczyzny Wurmbrand przebywał w Norwegii, Anglii, a następnie w Stanach Zjednoczonych. W maju 1965 zeznawał w Waszyngtonie przed Amerykańską Senacką Podkomisją ds. Bezpieczeństwa Wewnętrznego. Wkrótce został uznany za „Głos Kościoła Podziemnego” (ang. Voice of the Underground Church) i zaangażował się w rozpowszechnianie informacji o prześladowaniach chrześcijan w krajach komunistycznych. W kwietniu 1967 Wurmbrand założył stowarzyszenie „Jezus do Świata Komunistycznego” (ang. Jesus To The Communist World), później nazwane „Głosem Męczenników” (ang. Voice of the Martyrs), międzywyznaniową organizację tworzoną przez i dla chrześcijan prześladowanych w krajach komunistycznych. W późniejszych latach jej działalność objęła wierzących, prześladowanych na całym świecie, szczególnie w państwach muzułmańskich. W 1990, po 25 latach spędzonych na emigracji, Ryszard i Sabina Wurmbrandowie po raz pierwszy powrócili do Rumunii. Głos Męczenników otworzył zakład poligraficzny i księgarnię w Bukareszcie.
Wurmbrandowie mieli jednego syna, Mihai. Richard Wurmbrand napisał 18 książek w języku angielskim, a także kilka w języku rumuńskim. Jego najsłynniejsza książka nosi tytuł: „Torturowani dla Chrystusa” (ang. Tortured for Christ; wydana w 1967). Jego małżonka, Sabina, umarła 11 sierpnia 2000.
Pastor Wurmbrand zmarł w Glendale, Kalifornia. W 2006, w sondażu telewizyjnym „Mari Români” (rum. Wielcy Rumuni), uznano go za piątego wśród najsłynniejszych Rumunów.

## Książki napisane przez Richarda Wurmbranda
- 100 Medytacji więziennych
- W pojedynkę z Bogiem: Nowe Kazania z więziennej izolatki
- Odpowiedź na Pół miliona Listów
- Chrystus na żydowskich Drogach
- Z cierpienia do Tryumfu!
- Z Ust Dzieci
- Gdyby Ściany więzienne mogły przemówić
- Gdyby to był Chrystus to czy dałbyś mu swój Koc?
- W Bożym Podziemiu
- Jezus (Przyjaciel dla Terrorystów)
- Marks & szatan
- Moja Odpowiedź Moskiewskim Ateistom
- Moja Korespondencja z Jezusem
- Sięgając Wyżyn
- Wyrocznie Boga
- Zwycięzcy
- Najsłodsza Piosenka
- Całkowite Błogosławieństwo
- Torturowani dla Chrystusa
- Zwycięska Wiara
- Z Bogiem w więziennej izolatce